# National People’s Party (Südafrika, 1981)
Die National People’s Party (NPP) war eine politische Organisation der indischstämmigen Minderheit in Südafrika. Die Partei wurde im August 1981 gegründet. Seit der Errichtung des Dreikammerparlaments mit der Parlamentswahl 1984 war sie mit mehreren Mandatsträgern in der Indischen Kammer (House of Delegates) vertreten.

## Geschichte
Als Parteivorsitzender war seit der Parteigründung Amichand Rajbansi tätig. Die Entstehung dieser Partei stand im engen Zusammenhang mit der politischen Aufwertung des South African Indian Council (SAIC), einer durch die Apartheidregierung geförderten und umworbenen Vertretung der südafrikanischen Inder. Das SAIC wurde 1964 als regierungsnahe Organisation geschaffen, um den bislang existierenden Selbstvertretungen der indischstämmigen Bevölkerung, die sich in unterschiedlichem Maße guter Auslandsunterstützung sicher sein konnten, ein gelenktes Beratungsgremium entgegenzusetzen. Damit sollte eine Gegenfront zu deren Schwächung entstehen und eine demokratische Beteiligung der Inder im In- und Ausland vorgespiegelt werden. Rajbansi war der langjährige Vorsitzende des SAIC, worin die NPP die Mehrheit stellte. Zum Zeitpunkt ihrer Gründung verfügte die NPP über 34 der 45 Sitze im SAIC.
Nachdem die südafrikanische Regierung 1982 ihre Vorschläge für eine Verfassungsreform öffentlich vorgelegt hatte, antwortete im Januar 1983 die NPP darauf mit ihren Bedingungen für eine Beteiligung an künftigen Verfassungsorganen, hauptsächlich am geplanten Dreikammerparlament. Die von der Partei aufgestellten Punkte enthielten Forderungen nach Rücknahme diskriminierender Rechtsvorschriften und die Aufhebung von Verboten für die Bewegungsfreiheit indischstämmiger Personen. Obwohl dieser Vorstoß durch den Minister of Constitutional Development and Planning, Chris Heunis, eine regierungsoffizielle Ablehnung erfuhr, verfolgte die NPP weitere Verhandlungsziele in Gesprächen mit der Regierung zum Zwecke eines politischen Wandels für die indischstämmige Bevölkerung im Land. Die NPP traf sich mit Vertretern der KwaZulu Legislative Assembly und verständigte sich auf eine Fortsetzung ihrer Gespräche mit der Regierung in Pretoria. Rajbansi wandte sich zu diesem Zeitpunkt gegen einen solchen Weg. Aus dem Kreise des Natal Indian Congress wurde zu diesen Vorgängen Kritik laut, wonach Rajbansi einer Täuschung in Form einer „fiktiven Wahlurne“ zum Opfer gefallen sei und dass er mit seiner Partei „einen Krieg gegen die schwarzen Verbündeten innerhalb des Landes und jenseits seiner Grenzen“ führen wolle.
Rajbansi erklärte 1986 in Hinblick auf den ausgerufenen Ausnahmezustand in Teilen des Landes, dass seine Partei den Wehrdienst für Angehörige der Coloured- und Inder-Gruppen in den südafrikanischen Streitkräften nicht unterstütze. Als einen wichtigen Grund nannte er dafür, dass der Einsatz der Landesstreitkräfte in den Townshipsiedlungen unvorteilhaft sei. Dagegen wäre es besser, mit der Polizei, als eine Institution der sozialen Kontrolle, gegen die aufgetretenen Unruhen vorzugehen. Er vertrat auch die Auffassung, dass der ANC nach Südafrika nicht zurückkehren werde, da er nicht zum Land passe. „Der Kampf um Südafrika werde mit internen Kräften gewonnen oder verloren“, schätzte Rajbansi ein.
Der NPP-Abgeordnete Ramduth bezeichnete Staatspräsident Pieter Willem Botha als „unerschrockenen Mann“, da dieser alle Spuren der Apartheid nun überwinden ließe und dessen Politik neue Hoffnung für Südafrika bringe. Gegen diese Position setzte der NPP-Abgeordnete Nizam Khan einen gegensätzlichen Aspekt, da nach seiner Ansicht im House of Delegates nur „kleine Politik“ diskutiert würde, während das gesamte Land inzwischen „brenne“.
Der wichtigste Kontrahent der Partei im House of Delegates war bis zur Unterzeichnung einer Kooperationsvereinbarung die Solidarity. Die Zusammenarbeit mit der von Jayaram Narainsamy Reddy geführten zweitstärksten Partei der Inder führte zu einer Spaltung in ihren jeweiligen Abgeordnetengruppen. Die von Rajbansi betriebene Koalitionsvereinbarung scheiterte zunächst am Widerstand einiger Solidarity-Mitglieder und nach einem gerichtlichen Zwischenspiel vor dem Supreme Court in Durban.
Ein Parteitag der Solidarity bestätigte im Januar 1987 jedoch den Koalitionsvertrag. Die so unter schwierigen Umständen erlangte Koalition existierte nur für eine kurze Zeitspanne. Während dieser Zusammenarbeit fand Jayaram Narainsamy Reddy Aufnahme in das Minister’s Council.
Im Oktober 1987 zerstörte ein Sprengstoffanschlag das Parteibüro der NPP in Lenasia, einige Stunden nach dessen offizieller Eröffnung. Es gab dazu keine Bekennererklärung.
Im Jahre 1988 zerfiel das Bündnis beider Parteien durch den Austritt mehrerer Abgeordneter aus der gemeinsamen Parlamentsgruppe. Unter Führung von Pat Poovalingam, der später die Progressive Reform Party gründete, traten im Januar 1988 einige Solidarity-Abgeordnete aus der Koalition aus. Im selben Monat kam es zu einem gemeinsamen Treffen der Fraktionen der NPP und der Labour Party, letztere stellte die Mehrheitsfraktion im House of Representatives (Coloureds), in dessen Ergebnis eine Kooperationsvereinbarung geschlossen wurde.
Eine weitere Gruppe unter Führung von Baldeo Dookie und Somaroo Pachai verließ die Koalition von NPP und Solidarity, nachdem im April 1988 Dookie auf Betreiben von Rajbansi von der Position Minister of Housing (deutsch etwa: „Minister für Wohnungswesen“) zurückgezogen wurde. Der nun eingetretene Abgang mehrerer Abgeordneter führte zum Machtverlust der National People’s Party in der Parlamentskammer House of Delegates. Sie konnte in dieser Situation keine Mehrheit mehr stellen. Allgemein galt der autoritäre Führungsstil von Rajbansi als Ursache für den Zerfall. Nach einigen Misserfolgen bei Abstimmungen wurden drei ehemalige NPP-Mitglieder zur Rückkehr in die Fraktion überredet. Diese Rückgewinnung war öffentlich umstritten, da einer von ihnen den Vorwurf der Erpressung erhob. Andere Fraktionsmitglieder erhielten wegen körperlichen Bedrohungen im Machtkampf um den Einfluss in der indischen Abgeordnetenkammer individuellen Polizeischutz.

## Mandate im nationalen Parlament
Wahl vom 28. August 1984 zum House of Delegates: 18 von 40 Sitzen.
- 1986, Juni: 26 der insgesamt 45 Mandaten der Indischen Kammer des südafrikanischen Parlaments.[1]
- 1988: 25 der insgesamt 45 Mandate der Indischen Kammer des südafrikanischen Parlaments.[13]

Wahl vom 6. September 1989 zum House of Delegates: 8 von 40 Sitzen.

## Personen und Funktionsträger
- Pat Poovalingam: Parlamentsabgeordneter (House of Delegates), gründete im Januar 1987 die Progressive Reform Party (PRP) mit anderen NPP- und Solidarity-Mitgliedern.[11]
- Amichand Rajbansi: NPP-Vorsitzender, Parlamentsabgeordneter (House of Delegates), Vorsitzender des Minister’s Council im House of Delegates, Mitglied des Kabinetts Botha II.[13]
- Kassie Ramduth: Parlamentsabgeordneter, Minister of Education and Culture (House of Delegates).